# Dauphin Burrunan
Tursiops australis
Espèce
Le Dauphin Burrunan (Tursiops australis) est l'une des trois espèces de dauphins à gros nez (genre Tursiops). Découverts au sud de l'Australie en septembre 2011, environ 150 individus seulement sont actuellement recensés.

## Systématique
L'espèce Tursiops australis a été initialement décrite en 2011 par les zoologistes et biologistes australiens de l'université de Monash à Melbourne dans l'État du Victoria, Kate Charlton-Robb (d), Lisa-ann Gershwin (d), Ross Thompson (d), Jeremy Austin (d), Kylie Owen (d) et Stephen W. McKechnie (d).

## Étymologie
Son nom vernaculaire, « Dauphin Burrunan », est un mot aborigène signifiant « grand poisson de mer du genre des marsouins » en langues Boonwurrung, Woiwurrung ainsi que Taungurung,.
Son épithète spécifique, du latin australis, « du Sud », fait référence à son aire de répartition mais également à l'Australie.

## Découverte
Les premiers échanges avec le Dauphin Burrunan ont d'abord mené les scientifiques à l'assimiler au Grand dauphin malgré quelques différences.
Tursiops australis est reconnue comme étant une espèce à part entière après un examen approfondi le comparant aux deux autres espèces du genre Tursiops. Un article soumis le 27 janvier 2011 et publié le 14 septembre de la même année démontre les caractères uniques du dauphin de par les mesures de son crâne, l'observation d'éléments extérieurs et l'analyse de son ADN basée sur des prélèvements anciens et actuels.
C'est la troisième nouvelle espèce de dauphins découverte depuis la fin du xixe siècle.

## Distribution et habitat
La population principale du Dauphin Burrunan se situe dans certaines parties de la région littorale de l'État du Victoria, au sud de l'Australie. Elle se divise en deux groupes, l'une à Port Phillip et l'autre dans les lacs du Gippsland. Leur population totale a été estimée à environ 150 dauphins (100 à Port Phillip et 50 dans le Gippsland). Des populations proches existeraient également dans les eaux côtières du golfe Spencer ainsi qu'à l'Est de la Tasmanie. Le faible effectif qualifie l'espèce de menacée en vertu de la Loi sur la protection de l'environnement et de conservation de la biodiversité.

## Publication originale
- (en) Kate Charlton-Robb, Lisa-ann Gershwin, Ross Thompson, Jeremy Austin, Kylie Owen et Stephen McKechnie, « A new dolphin species, the Burrunan Dolphin Tursiops australis sp. nov., endemic to southern Australian coastal waters », PLOS One, PLoS, vol. 6, no 9,‎ 2011, e24047 (ISSN 1932-6203, OCLC 228234657, PMID 21935372, PMCID 3173360, DOI 10.1371/JOURNAL.PONE.0024047).